# Török László (író)
Török László (írói álneve: Lövétei László; Lövéte, 1929. február 7. – Marosvásárhely, 1997. december 19.) erdélyi magyar író, újságíró, filmkritikus.

## Életútja
Elektrotechnikai szakiskolát végzett Marosvásárhelyen (1943–46), majd tanulmányait Kolozsváron folytatta és itt érettségizett (1955). Pályáját szakmájában, elektrotechnikusként kezdte a szentkeresztbányai vasüzemben (1948–50), ezután a Romániai Magyar Szó/Előre (1951–58), a Művészet/Új Élet szerkesztőségében dolgozott: újságíró, filmkritikus, 1967–89 között a lap főszerkesztő-helyettese. Közben Bukarestben, a Ştefan Gheorghiu pártfőiskolán is folytatott tanulmányokat (1967–72).

## Munkássága
Első írásai a Romániai Magyar Szóban jelentek meg 1951-ben, később a Korunk, Igaz Szó, Utunk, Vörös Zászló közölte filmkritikáit, filmesztétikai tanulmányait. 1989 után a Magyarországon megjelenő Erdélyi Magyarságnak is külső munkatársa volt.
Szerkesztésében jelent meg a Látvány és valóság. Tanulmányok a filmművészetről c. kötet (Bukarest, 1974. Korunk Könyvek).

## Kötetei
- Emberek vagyunk (aforizmák, Bukarest, 1979)
- Tűnődő értelem (aforizmák, Déva, 1997)